# Секретариат на ЦК на ККП
Секретариатът на Централния комитет на Китайската комунистическа партия (на традиционен китайски: 中國共產黨中央委員會書記處, на опростен китайски: 中国共产党中央委员会书记处, на пинин: Zhōngguó Gòngchǎndǎng Zhōngyāng Wěiyuánhuì Shūjìchù) е постоянният апарат на партията и формира паралелни структури на държавни органи в Китайската народна република.
Главната функция на Секретариата е решаването на кадровите въпроси вътре в партията и в държавните органи с изключение на армията. Също така Секретариатът организира работотата на Политбюро на ЦК на ККП и неговия Постоянния комитет.

## Настоящ състав
- Си Дзинпин – заместник-председател на КНР
- Лю Юншан – ръководител на отдела по пропагандата на ЦК на ККП
- Ли Юанчао – ръководител организационния отдел на ЦК на ККП
- Хъ Юн – заместник-ръководител на Централната комисия на ККП по проверка на дисциплината
- Лин Дзихуа – ръководител на Канцеларията на ЦК на ККП
- Уан Хунин – директор на Центъра за политически изследвания